# Microphysogobio rapidus
Microphysogobio rapidus är en fiskart som beskrevs av Chae och Yang, 1999. Microphysogobio rapidus ingår i släktet Microphysogobio och familjen karpfiskar. Inga underarter finns listade i Catalogue of Life.